# Importatori del commercio equo-solidale
Nell'ambito del commercio equo-solidale, i cosiddetti importatori si distinguono dalle abituali imprese di import-export in quanto devono valutare, oltre all'opportunità economica, anche il rispetto dei criteri stabiliti del commercio equo-solidale nella produzione delle merci che commerciano.
Tra gli importatori si possono distinguere grosso modo tre categorie:
- le centrali di importazione (vedasi oltre);
- Le Botteghe del Mondo, spesso legate a singoli o a pochi progetti, che intrattengono rapporti diretti con piccole organizzazioni di produttori del Commercio Equo;
- imprese normali che si riforniscono presso produttori certificati.

Le prime due categorie hanno in comune il fatto che non hanno tra i propri obiettivi la massimizzazione del profitto, ma la massimizzazione dell'impatto (positivo) sulle persone, comunità o popolazioni produttrici. 
Si distinguono soprattutto per il volume d'affari e per il fatto che i progetti di commercio su larga scala spesso partono da rapporti personali, o comunque diretti, già instaurati tra produttori e consumatori finali.
Le imprese qui indicate come normali sono imprese libere dal vincolo del commercio equo-solidale, ma che per propria storia o semplicemente per opportunità economica decidono di introdurre nel proprio assortimento anche prodotti equi. Tendenzialmente non seguono direttamente i progetti dei produttori, ma lasciano che siano organizzazioni esterne a certificare l'equità del rapporto commerciale e del comportamento dei produttori (vedasi /Transfair e Max Havelaar).
Tra questi importatori ci sono aziende note come le Coop e, in Svizzera, la Migros.

## Le centrali di importazione
Le cosiddette centrali di importazione sono il risultato della crescita dei punti vendita (vedasi Bottega del Mondo) che ha determinato la convenienza nel creare un passaggio intermedio tra l'importazione dei prodotti e la vendita al dettaglio. Anche in questo passaggio gli intermediari non operano puntando alla massimizzazione del profitto. Anche se nel loro statuto o ragione sociale non è sempre formalmente vietato distribuire gli utili ai soci, ciò di fatto non avviene, essendo spesso i soci legati al volontariato che non vedrebbe di buon occhio una tale pratica.
Questo passaggio intermedio non si limita agli aspetti amministrativi e logistici dell'importazione o della distribuzione, ma fin dagli inizi contempla pure l'organizzazione della trasformazione dei prodotti: torrefazione del caffè, produzione di cioccolata, biscotti, crema di nocciole, tè solubile, ecc.
In quanto a diretto contatto sia con i produttori che con i dettaglianti (e pertanto vicino ai consumatori), queste centrali predispongono anche il materiale informativo che certifica al consumatore l'origine dei prodotti, dei progetti e, per molti prodotti, della formazione del prezzo (vedasi Prezzo trasparente).
Spesso valutano direttamente sul posto o in collaborazione con altri importatori se i progetti dai quali derivano i prodotti rispondono ai criteri autoimposti del commercio equo-solidale.
I progetti vengono a volte iniziati direttamente da queste centrali sentiti gli operatori legati all'aiuto ai paesi sottosviluppati o in via di sviluppo. Altre volte riprendono progetti già avviati da altri.
Essendo il prefinanziamento una caratteristica fondamentale del commercio equo, le centrali creano di fatto dei circuiti finanziari alternativi (vedasi finanza etica), basandosi sul risparmio sociale. Da questa esperienza in Italia sono nate prima le finanza etica/MAG e poi esperienze come la Banca Etica.

## Alcune centrali di importazione
- in Italia: Altra Qualità, Altromercato, Commercio Alternativo, LiberoMondo, Ravinala, Equomercato
- in Europa: Gepa, Èze, Solidar'Monde